# سلسلة أجريجات
(بالألمانية Aggregate) هي مجموعة من التصاميم للصواريخ البالستية التي جرى تطويرها بين عامي 1945-1933 بواسطة برنامج بحث للقوات المسلحة الألمانية النازية فيرماخت. كان أكبر جناح لها هو A4 والمعروف أكثر باسم V-2.

## A1 (1933)

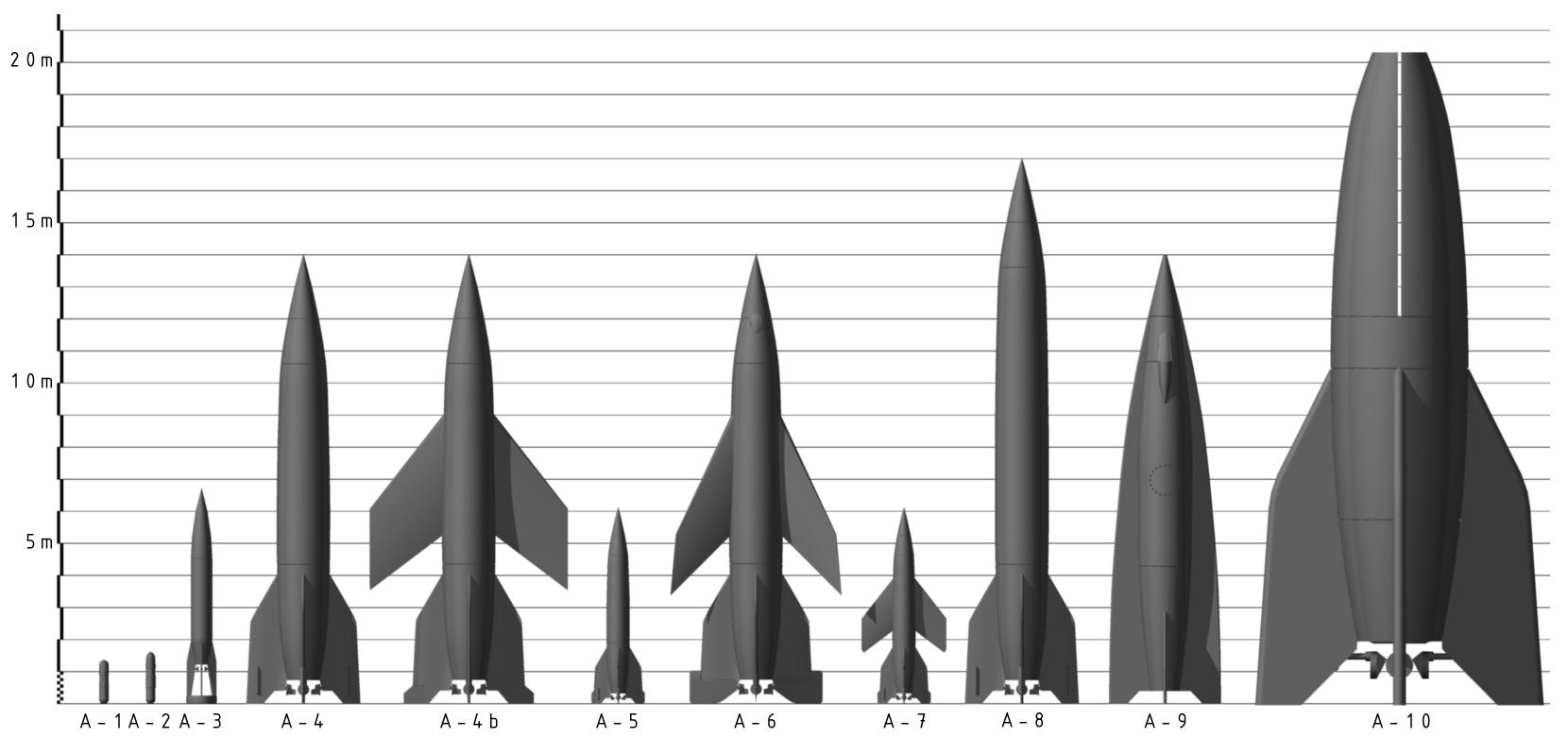
مقارنة صواريخ أجريجيت

هو أول تصميم صاروخي في سلسلة أجريجيت. جرى تصميمه في عام 1933 من قبل فيرنر فون براون في برنامج أبحاث القوات المسلحة الألمانية في كوميرسدورف برئاسة والتر دورنبرجر.
يُعد A1  سلف معظم الصواريخ الحديثة. كان الصاروخ بطول 1.4 متر (4 أقدام و 7 بوصات)، وقطره  30.5سم (12 بوصة)، وكان وزن إقلاعه 150 كيلوجرامًا (331 رطلاً). استخدم المحرك، الذي صممه آرثر رودولف، نظام دفع صاروخي يعمل بالضغط يحرق الكحول والأكسجين السائل، وأنتج قوة دفع تبلغ 300 كجم ثقلي (660 رطل ثقلي، 2.9 كيلو نيوتن) لمدة 16 ثانية. كان خزان (LOX) موجودًا داخل خزان الوقود ومعزولًا بمادة من الألياف الزجاجية. جرى تثبيت الصاروخ بواسطة نظام جيروسكوب بوزن 40 كجم (88 رطل) في المقدمة من قبل شركة (Kreiselgeräte G.m.b.H). لا يمكن تدوير الصاروخ بأكمله لتحقيق الاستقرار كما هو الحال مع القذيفة البالستية، حيث أن قوة الطرد المركزي ستجبر الوقود السائل على الارتفاع على طول جدران الخزانات، ما يجعل تغذية الوقود إلى غرفة الاحتراق أمرًا صعبًا. على الرغم من أن المحرك قد جرى اختباره بنجاح، إلا أن محاولة الطيران الأولى انفجرت على منصة الإطلاق في 21 ديسمبر 1933، بعد نصف ثانية من الاشتعال. كان سبب الانفجار تراكم الوقود قبل اشتعال محرك الدفع البالغ 660 رطلاً. كان يُعتقد أن التصميم غير مستقر، ولم تُبذل أي محاولات أخرى، وانتقلت الجهود إلى تصميم.A-2  كان A-1 ثقيلًا جدًا في المقدمة، ولتعويض ذلك، نُقل نظام الجيروسكوب إلى منتصف A-2، بين خزانات الأكسجين والكحول.

## A2 (1934)
تمت الاختبارات والتجميع بحلول 1 أكتوبر 1934. صُمم صاروخان من طراز A2 للاختبار الكامل، وأطلقت تسميتهما على اسم الرسوم المتحركة فيلهلم بوش، ماكس وموريتز. في 19 و 20 كانون الأول (ديسمبر) 1934، جرى إطلاقهم أمام ضباط الجيش في جزيرة بوركوم في بحر الشمال. وصلوا إلى ارتفاعات 2,2 كيلومتر (1.4 ميل) و 3.5 كيلومتر (2.2 ميل). كان للصاروخين A-2 أبعاد A-1 نفسها، ومحرك الدفع نفسه الذي يزن 660 رطلاً، لكن بخزانات وقود منفصلة. جرى لحام غرفة الاحتراق الأسطوانية المبردة داخل خزان الكحول. يتكون نظام الحاقن على شكل نبات الفطر من وقود ونفاثات مؤكسدة متجهة إلى بعضها البعض. تم ضغط الوقود الدافع عبر خزان النيتروجين، وهو نظام استُخدم أيضًا في A-3, و.A-5

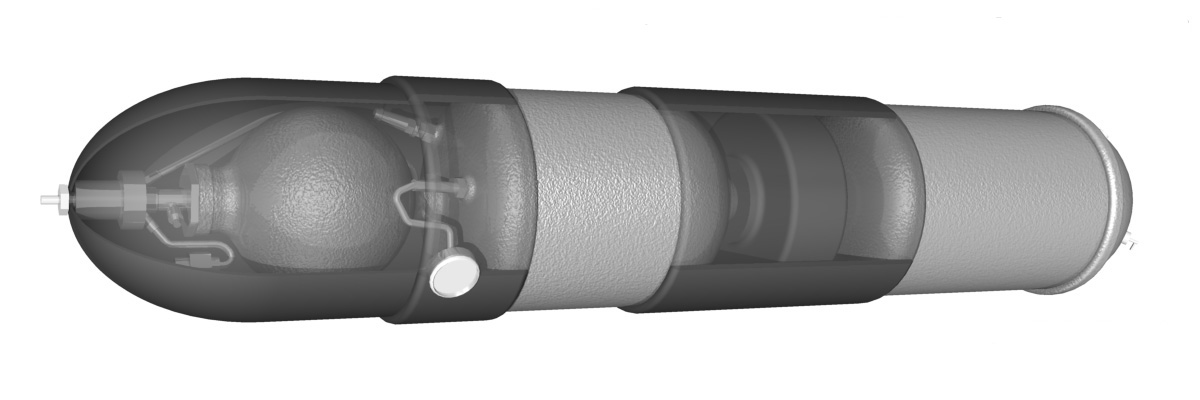
صاروخ A-2

## A3 (1935–1937)
يمكن تتبع تطوير A3 على الأقل حتى فبراير 1935 عندما أرسل الرائد إرنست ريتر فون هورستج للجنرال كارل بيكر ميزانية تقارب نصف مليون لبناء اثنين من منصات الاختبار الجديدة في كومرسدورف. جرى تضمين أجهزة اختبار متنقلة وقاطرات صغيرة ومكاتب ومساحات تخزين. دعت خطط A3 إلى بناء صاروخ بنظام توجيه باور الذاتي ومحرك دفع 1.500 كجم (3.300 رطل). في مارس1936،  شهد الجنرال فيرنر فون فريتش إطلاقًا ثابتًا لمحرك A3 في كومرسدورف، وكان معجبًا بما يكفي لتقديم دعمه لبرنامج الصواريخ. مثل الصواريخ السابقة A1، وA2  استخدمت A3 أيضًا نظام دافع يعمل بالضغط، وكان الأكسجين السائل ومزيج الكحول بنسبة ٪  75مثل التصميمات السابقة. يولد14.7  كيلو نيوتن (3.300 رطل) لمدة 45  ثانية. استخدم نظام ثلاثي الجيروسكوب لصرف الريش النفاثة المصنوعة من سبيكة التنغستن. استُحدثت العلامة وحصل على براءة اختراع سرًا في ربيع عام 1936 وأجريت التعديلات الإضافية التي جعلت الصاروخ مستقرًا بسرعات تفوق سرعة الصوت في الخريف.